# Callen
Callen (en occitano, Calen) es una comuna francesa situada en el departamento de Landas, en la región de Nueva Aquitania.

## Demografía
| 213 | 140 | 129 | 136 | 143 | 149 | 142 |
| Para los censos de 1962 a 1999 la población legal corresponde a la población sin duplicidades (Fuente: INSEE [Consultar]) |     |     |     |     |     |     |